# Proskénion
Le proskénion (grec ancien : προσκήνιον / proskḗnion, « avant-scène »), ou proscénium (latin : proscenium), est, dans un bâtiment de scène hellénistique ou romain, l’estrade sur laquelle les acteurs du théâtre antique jouaient — à l'exception des choreutes, qui jouaient pour leur part sur l'orchestra. C'est pourquoi on le nommait plus fréquemment en grec le logéion (λογεῖον / logeîon, « lieu où on parle »).
La skéné, parfois improprement traduite par « scène », est une construction en bois située quant à elle à l'arrière du proskénion. Sa façade comporte souvent trois portes donnant sur le proskénion. Il est probable que l'origine du proskénion soit à trouver dans une basse estrade de bois accolée à la skènè dès le Ve siècle av. J.-C..
Apparaissent au IVe siècle av. J.-C. une dizaine de piliers à demi-colonnes d'ordre dorique ou ionique autour d'une porte à double battant, sur la façade du proskénion, surélevé et profond de 2 à 3 mètres environ par rapport à l'orchestra. Des rampes ou des escaliers permettaient d'accéder à la terrasse du proskénion.